# Abby Steiner
Abby Steiner (ur. 24 listopada 1999) – amerykańska lekkoatletka specjalizująca się w biegach sprinterskich. 
W 2022 startowała na mistrzostwach świata w Eugene, podczas których zdobyła złote medale w sztafetach 4 × 100 i 4 × 400 metrów, a indywidualnie zajęła 5. miejsce w finale biegu na 200 metrów.
Złota medalistka mistrzostw USA. Stawała na najwyższym stopniu podium mistrzostw NCAA.

## Osiągnięcia
| Rok  | Impreza            | Miejsce | Konkurencja             | Lokata     | Wynik   |
| ---- | ------------------ | ------- | ----------------------- | ---------- | ------- |
| 2022 | Mistrzostwa świata | Eugene  | bieg na 200 metrów      | 5. miejsce | 22,26   |
| 2022 | Mistrzostwa świata | Eugene  | sztafeta 4 × 100 metrów | 1. miejsce | 41,14   |
| 2022 | Mistrzostwa świata | Eugene  | sztafeta 4 × 400 metrów | 1. miejsce | 3:17,79 |

## Rekordy życiowe

### Stadion
- bieg na 100 metrów – 10,90 (2022)
- bieg na 200 metrów – 21,77 (2022)

### Hala
- bieg na 60 metrów – 7,10 (2022)
- bieg na 200 metrów – 22,09 (2022) – rekord USA, 2. wynik w historii światowej lekkoatletyki